# همسر دریایی
همسر دریایی (به انگلیسی: Sea Wife) یک فیلم سینمایی بریتانیایی محصول سال ۱۹۵۷ میلادی که در کلر دلوکس فیلمبرداری شده است و بر اساس رمان جیمز موریس اسکات به همین نام در سال ۱۹۵۵ ساخته شده است .  داستان در جامائیکا ، گروهی از بازماندگان یک کشتی پناهنده اژدرس انگلیس را دنبال می کند.  

## بازیگران
- جوآن کالینز به عنوان همسر دریایی
- ریچارد برتون به عنوان بیسکویت
- بازیل سیدنی به عنوان بولداگ
- گرانت سای به عنوان شماره چهار
- رونالد اسکوایر به عنوان کلکمن
- هارولد گودوین به عنوان منشی دیلی تلگراف
- ردی هیوز به عنوان باشگاه بارمن
- گیب مک لوگلین به عنوان کلوپ پورتر
- لوید لامبول به عنوان کاپیتان 'سان فلیکس'
- رانالد آدام به عنوان ارتش پادر
- نیکلاس هانن به عنوان مسافر سالمند
- بئاتریس وارلی در نقش سالمند نون